# Ficus genus, dissertatione botanica
Ficus genus, dissertatione botanica (abreviado Ficus) es un libro con ilustraciones y descripciones botánicas que fue escrito por el explorador, naturalista, y botánico sueco; Carl Peter Thunberg y publicado en Upsala en el año 1786 con el nombre de D. D. [Docente Deo] Ficus Genus, Dissertatione Botanica....Upsaliae [Uppsala].